# اکسید جیوه (I)
اکسید جیوه(I) (به انگلیسی: Mercury(I) oxide) با فرمول شیمیایی Hg

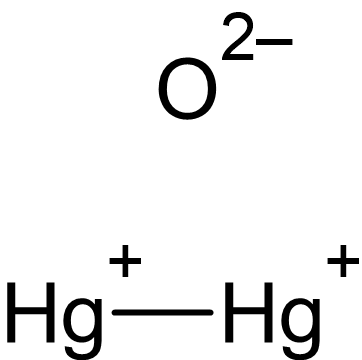
ساختار شیمیایی جیوه(I) اکسید

۲O یک ترکیب شیمیایی با شناسه پاب‌کم ۱۶۶۸۳۰۱۱ است. که جرم مولی آن ۴۱۷٫۱۸ g/mol می‌باشد. 